# Ana Castela

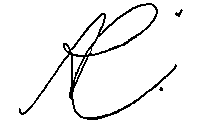
Firma di Ana Castela

Ana Flávia Castela (Amambai, 16 novembre 2003) è una cantante brasiliana.

## Biografia
Ana Castela si è fatta conoscere con la hit Pipoco, un duetto con Melody e DJ Chris no Beat, numero uno nella Brazil Songs per otto settimane consecutive. Ha dopodiché collezionato altre due numero uno, Bombonzinho (inciso assieme a Israel & Rodolffo) e Nosso quadro, quest'ultima rimasta ferma alla cima della graduatoria per tredici settimane di fila.
Ana Castela è l'artista ad aver totalizzato il maggior numero di settimane in cima all'Artistas 25 di Billboard Brasil (43). L'album dal vivo d'esordio Boiadeira internacional (2024) è stato riconosciuto con un Latin Grammy.

## Discografia

### Album in studio
- 2025 – Let's Go Rodeo

### Album dal vivo
- 2024 – Boiadeira internacional
- 2024 – Herança boiadeira

### EP
- 2023 – Boiadeira internacional, Vol. 1
- 2023 – Boiadeira internacional, Vol. 2
- 2024 – Boiadeira internacional, Vol. 4
- 2024 – Herança boiadeira

### Singoli
- 2021 – Boiadeira
- 2021 – Nóis é da roça bebê
- 2021 – Neon
- 2021 – As Brutas do Agro (con Antoniela)
- 2021 – Chama (con Luan Pereira)
- 2021 – As menina da pecuária (con Léo & Raphael)
- 2022 – Juliet e chapelão (con DJ Chris no Beat e Luan Pereira)
- 2022 – Clima de rodeio (con DJ Chris no Beat)
- 2022 – Pipoco (con Melody e DJ Chris no Beat)
- 2022 – Reverse (con Hitmaker)
- 2022 – Hino Agro (con Jacques Vanier, Léo & Raphael e DJ Chris no Beat)
- 2022 – Bombonzinho (con Israel & Rodolffo)
- 2022 – Roça em mim (con Zé Felipe e Luan Pereira)
- 2022 – Agronejo (con DJ Chris no Beat)
- 2022 – Eu sem você não dá (con César Menotti & Fabiano)
- 2022 – Dona de mim
- 2023 – Quem prova pede mais (con DJ Chris no Beat)
- 2023 – Palhaça (con Naiara Azevedo)
- 2023 – Eu minto (con gli US Agroboy)
- 2023 – Nosso quadro
- 2023 – Duas três (con Guilherme & Benuto e Adriano Rhod)
- 2023 – Carinha de bebê (con Pedro Sampaio)
- 2023 – Não para (con Belle Kaffer e Charles New)
- 2023 – Covardia (con Wesley Safadão)
- 2023 – Tranqueira
- 2023 – O que acontece na roça fica na roça (con Loubet)
- 2023 – Sinônimos (con Chitãozinho & Xororó)
- 2023 – Me gusta (con Rodolfo Alessi)
- 2023 – Ia dar bom (con Pedro Paulo & Alex)
- 2023 – Solteiro forçado
- 2023 – Tô voltando
- 2023 – Canudinho (con Gusttavo Lima)
- 2023 – Fronteira (con Gustavo Mioto)
- 2023 – Coração bipolar (con Matheus & Kauan)
- 2023 – Amizade ou o que (con Luan Pereira)
- 2023 – Deja Vu (con Luan Santana)
- 2023 – Vida loka
- 2023 – Vida de fluxo (con Ludmilla)
- 2023 – Agradeço (con AgroPraise)
- 2024 – Passada de mão (con Dilsinho)
- 2024 – Lua (con Hungria e Alok)
- 2024 – Ram tchum (con Dennis e MC GW)
- 2024 – Saudade (con Gabito Ballesteros)
- 2024 – Foi intenso (con Zé Neto & Cristiano)
- 2024 – Minha herança
- 2024 – Mercedita (con Perla)
- 2024 – Saudade do seu love (con DJ Guuga)
- 2024 – Eu vivo
- 2024 – Cachaceiro (con Eduardo Costa)
- 2024 – As andorinhas (con Trio Parada Dura)
- 2024 – Tentei te esquecer (con Matogrosso e Mathias)
- 2024 – Pega cabuloso (con Nattan)
- 2024 – Menino do laço comprido
- 2024 – 2 descaradinhos (con Léo Santana)
- 2024 – Depois do rodeio (con Luan Pereira)
- 2024 – Veterinário
- 2024 – Vitrola véia (con Léo & Raphael)
- 2024 – Peão apaixonado (con Rionegro & Solimões)
- 2024 – Pássaro de fogo (con Paula Fernandes)
- 2024 – Mississipi (con Jayne)
- 2024 – Convite de casamento (con Gian & Giovani)
- 2024 – Apaixonado por você (con Gino & Geno)
- 2024 – Peça íntima (con Murilo Huff)
- 2024 – Pronto pro rolo (con Léo & Raphael)
- 2024 – Moto (con Júlia & Rafaela)
- 2024 – Jet em balneário (con MC PH)
- 2024 – Sem você (con Léo Foguete)
- 2025 – Ilusão de ótica (con Matheus & Kauan)
- 2025 – Melhor feat (con Nilson Neto)
- 2025 – Pra sempre
- 2025 – Despedida (con Xamã)
- 2025 – Ficou no quase (con Duda Bertelli)
- 2025 – Deixa nois viver (con Alok)